# Stor-Skardberget
Stor-Skardberget är ett naturreservat i Lycksele kommun i Västerbottens län.
Området är naturskyddat sedan 2016 och är 81 hektar stort. Reservatet omfattar nordvästsluttningen av Stor-Skardberget ner till våtmarker. Reservatet består av brandpräglad tallnaturskog.